# Odznaka „Honorowy Dawca Krwi – Zasłużony dla Zdrowia Narodu”

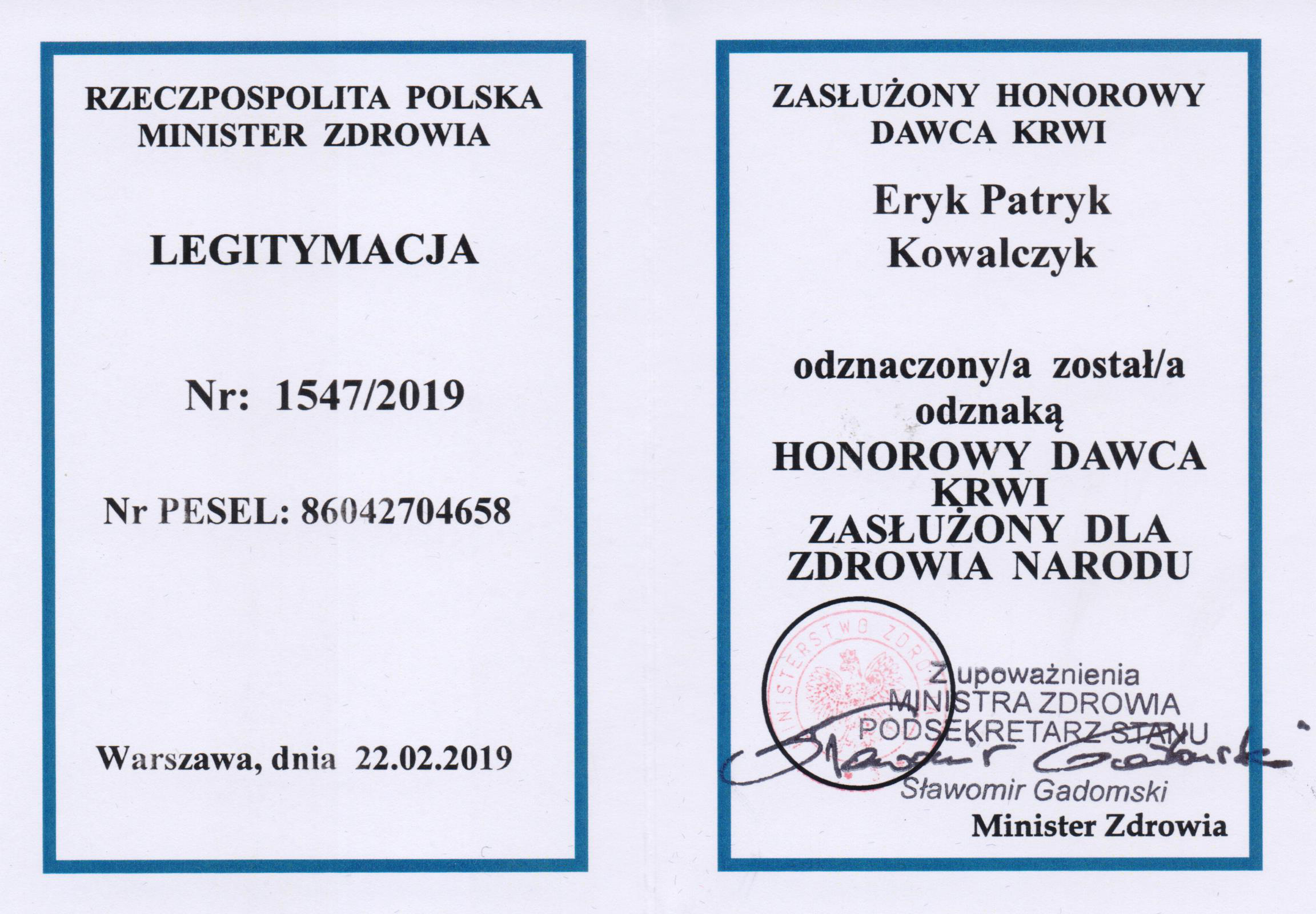

Odznaka „Honorowy Dawca Krwi – Zasłużony dla Zdrowia Narodu” – polskie resortowe odznaczenie w formie odznaki, która ustanowiona została 22 sierpnia 1997 i jest nadawana od 2005 honorowym dawcom krwi w uznaniu wybitnych zasług na rzecz ratowania ludzkiego życia i zdrowia oraz aktywnej działalności w ruchu honorowego krwiodawstwa. Odznaka jest jednostopniowa i może być nadawana tylko raz.

## Zasady nadawania
Odznakę nadaje minister właściwy do spraw zdrowia na wniosek:
1. kierownika jednostki organizacyjnej publicznej służby krwi, w której dawca krwi oddał krew lub jej składniki o objętości uprawniającej do nadania odznaki;
2. organów ogólnopolskich stowarzyszeń honorowych dawców krwi.

Odznakę mogą otrzymać zasłużeni honorowi dawcy krwi, którzy oddali co najmniej 20 litrów krwi lub odpowiadającą tej objętości ilość innych jej składników.

## Opis odznaki
Odznaka ma kształt sześcioramiennego krzyża o średnicy 35 mm i wykonana jest z metalu w kolorze srebrnym. W dolnej części awersu widnieje krzyż w kolorze czerwonym, nad nim ornament roślinny. Na rewersie napis w sześciu wierszach „HONOROWY DAWCA KRWI ZASŁUŻONY DLA ZDROWIA NARODU”. U góry odznaki uszko i kółko do zawieszania na wstążce. Wstążka o szerokości 37mm w kolorze białym z dwoma błękitnymi pasami pośrodku.
Odznakę Honorową nosi się na lewej stronie piersi po orderach i odznaczeniach polskich, w określonej przepisami kolejności.

## Liczba nadań
Na podstawie rocznych sprawozdań z działalności PCK w latach 2003-2021
| Rok  |                                             |
| ---- | ------------------------------------------- |
| 2006 | 348                                         |
| 2007 | b.d.                                        |
| 2008 | 610                                         |
| 2009 | 261                                         |
| 2010 | b.d.                                        |
| 2011 | 278                                         |
| 2012 | 251                                         |
| 2013 | 292                                         |
| 2014 | 266                                         |
| 2015 | 236                                         |
| 2016 | 224                                         |
| 2017 | 556                                         |
| 2018 | 3 592                                       |
| 2019 | 6 311 (w tym 1 303 wnioskowanych przez PCK) |
| 2020 | 7 544 (w tym 1 072 wnioskowanych przez PCK) |
| 2021 | 6 127 (w tym 609 wnioskowanych przez PCK)   |
| 2022 | 8 988 (w tym 747 wnioskowanych przez PCK)   |

b.d. – brak danych (informacja nieujęta w sprawozdaniu)